# Arboleda Residencial
Arboleda Residencial är en ort i Mexiko.   Den ligger i kommunen Mexicali och delstaten Baja California, i den nordvästra delen av landet, 2 200 km nordväst om huvudstaden Mexico City. Arboleda Residencial ligger 4 meter över havet och antalet invånare är 126.
Terrängen runt Arboleda Residencial är platt. Runt Arboleda Residencial är det ganska tätbefolkat, med 58 invånare per kvadratkilometer. Närmaste större samhälle är Mexicali, 7,9 km norr om Arboleda Residencial. Omgivningarna runt Arboleda Residencial är i huvudsak ett öppet busklandskap.